# Aran (Şəki)
Aran è un comune dell'Azerbaigian situato nel distretto di Şəki. Conta una popolazione di 467 abitanti.